# Cyphonisia affinitata
Cyphonisia affinitata is een spinnensoort uit de familie Barychelidae. De soort komt voor in Oost-Afrika.